# Sphenomorphus malayanus
Sphenomorphus malayanus — вид сцинкоподібних ящірок родини сцинкових (Scincidae). Ендемік Індонезії.

## Поширення і екологія
Sphenomorphus malayanus відомі за типовим зразком, зібраним на горі Сінггаланг в горах Барісан на заході Суматри. Вони живуть у вологих тропічних лісах.